# Zedar
En la saga de fantasía de David Eddings "Las Crónicas de Belgarath", Zedar era un discípulo de Aldur que se convierte en discípulo de Torak.
El nombre de Zedar mientras estaba con Aldur era Belzedar, aunque al irse con Torak lo cambió a Zedar, pasando a ser denominado por sus antiguos compañeros "el Apóstata". El cambio de maestro de Zedar respondió a la necesidad de recuperar el orbe de su antiguo maestro de manos de Torak aunque no pudo llevar a cabo esa misión debido a que Torak obligaba a que sus discípulos los siguieran, al contrario que hacia Aldur, lo cual impidió que Zedar tuviese ocasión de regresar con su antiguo maestro. Él, Ctuchik y Urvon son los mayores discípulos de Torak, aunque luchan entre ellos para obtener el puesto de favorito ante su maestro.
Antes de la saga, Zedar se encargó de ocultar el cuerpo de su maestro después de que este fuese derrotado en Vo Mimbre. Buscando la manera de conseguir el Orbe para que su maestro pudiera despertar del sueño en que había caído tras su derrota, encuentra en un callejón a un niño inocente (que más tarde sería llamado Eriond) y lo cuida esperando el momento en que podrá conseguir la piedra.
En Las Crónicas de Belgarath, Zedar roba el Orbe de Aldur y huye de Riva intentando llegar al lugar donde esconde a su maestro. Pero en el camino Ctuchik le sale al paso y le arrebata al niño con el Orbe. Para evitar que sea Ctuchik el que entregue la piedra a Torak traslada el cuerpo hasta la ciudad de Cthol Mishrak, donde aguarda que la profecía lleve al Niño de la Luz. Mientras está allí llegan Polgara, Eriond (que en ese momento aun lo llaman Misión) y el herrero Durnik. Por un accidente mata al herrero y Belgarath que llega en ese instante comienza a luchar contra el en el interior de la tierra dejándolo aprisionado allí.
- Datos: Q5641169